# 제20회 서울국제대안영상예술페스티벌
제20회 서울국제대안영상예술페스티벌은 2020년 8월 20일에 열린 시상식이다.

## 수상 및 후보

### 최우수 한국구애상
- '레드필터가 철회됩니다.' - 김민정 수상

### 최우수 글로컬구애상
- 예술기계 - 마리케 반 데르 리페 수상

### 최우수 뉴미디어시어터구애상
- 부유데기의 환영 - 정혜진 수상

### 관객구애상(한국구애전)
- 파란 나라 - 김영글 수상

### 관객구애상(뉴미디어시어터)
- 귀신은 만득이의 개명 소식을 전해들었다 - 이민선 수상

### 특별언급(뉴미디어시어터)
- 남아있는 것 - 벨리트 사 수상

### 우리시대의 민속지
- 서바이벌 가이드 공중도시 - 홍민키 수상

### 글로컬 구애전
- 성 쌓고 남은 돌 - 한주예슬
- 호랑이와 소 - 김승희
- 개화 - 김서후
- 이마무라 쇼헤이 입문 - 이병기
- 해협 - 오민욱
- 깃발, 창공, 파티 - 장윤미
- 일하는 여자들 - 김한별
- 아만다_아무나 만난다 - 전민주
- ZOO - 노영미
- 기이한 풍경 - 허병찬
- 그라이아이: 주둔하는 신 - 정여름
- 실 - 이나연 외 1명
- 터전의 끝 - 황민규
- 녹 - 신나리
- City Rhythm - 김시연
- 탈피를 위한 의식 - 권희수
- 아현의 집 - 강혜련
- 뛰는 순간들 - 김진수
- 남산(타워) - 권진경
- 비포장 - 전태환
- '레드필터가 철회됩니다.' - 김민정
- 무등산 기행 - 정진화
- 파란 나라 - 김영글
- 조 - 강민정
- 서화 - 조인한
- 수정포도 - 은고
- 생존자의 자리 - 이나연
- 옐로우 - 김새로미
- 언더그라운드 - 김정근
- 임신한 나무와 도깨비 - 김동령 외 1명
- Just after Christmas 01, 02 - 이지안

### 글로컬 구애전 X
- 예시스 극단 - 미겔 포르네이로
- 블루 보이 - 마누엘 아브라모비츠
- 못된 여자들 - 데이비드 오렐라나
- 수영장 - 엔리케 라푸엔테
- 에블린 - 니나 유엔
- 백반증 - 소라야 밀라
- 예쁜 이방인 - 마이 링
- 책의 밤 - 사라 에크스트룀 외 1명
- 사샤 - 마리아 몰리나 페이로
- 주행 - 에스더 폴락 외 1명
- 우리는 소리낸다 - 다비드 카리살레스
- 예술기계 - 마리커 판 데르 리퍼
- 말, 말, 말은 장식된 소리 - 조반니 자레타
- 공간의 감각 - 난 왕
- 기도실 - 베사-페카 란니코
- 남아있는 것 - 벨리트 사
- 잠재적 응시 6 - 조승호
- 도시의례 - 도위 다익스트라 외 1명
- 헤이트 인 시투 - 데이비드 무르갈라
- 파라솔 - 마크 얀 판 텔링옌 외 1명

### 아시아/뉴 대안 영화전: 지금-여기
- 사막은 보고 있다 - 트린 T. 민하
- 사막의 몸 - 트린 T. 민하
- 촬영을 위한 콘텐츠 - 트린 T. 민하
- 밤의 여로 - 트린 T. 민하
- 벌거벗은 공간: 지속되는 삶 - 트린 T. 민하
- 제4차원 - 트린 T. 민하
- 사랑의 동화 - 트린 T. 민하
- 베트남 잊기 - 트린 T. 민하
- 재집합 - 트린 T. 민하
- 그녀의 이름은 베트남 - 트린 T. 민하

### 특별전
- 로드 테스트, 하이킹 테스트 - 이재욱
- 비와 빛 - 엄지은
- 파란 알 - 이정화
- 새들은 날기 위해 머리를 없앤다 - 오세린
- 폐쇄 회로 - 김경묵
- 선댄스 - 아이비 린
- 한국 대안영상예술 어디까지 왔나 - 스무명의 에세이 - 홍이현숙 외 19명
- 출향 - 신미정
- 예언가의 말 - 유비호
- 떠도는 이들 - 유비호
- 남해각 마지막 사진사 - 서원태

### 한국-체코 수교 30주년 특별전
- 조금 불편한 그다지 불행하지 않은 0.43 - 임덕윤
- 감정의 시대: 서비스 노동의 관계미학 - 김숙현 외 1명
- 하녀들 - 노영미
- 블라인드 필름 - 오재형
- 일시적 방문자 - 김세진
- 춤추는 사냥꾼과 토끼 - 심혜정
- 이야기의 역사, 역사의 이야기 - 김하경 달린
- 미쓰 박 프로젝트 #1 - 서영주
- 빙빙 - 임철민
- 검은 질주 - 유비호
- 일시적 기업 - 차지량
- 고무공장 큰언니 - 곽은숙
- 폐경 폐경 1.2 - 홍현숙
- 상 - 오민욱
- 친애하는 나의 두 번째 씨 - 김현주
- 폴라로이드 작동법 - 김종관
- 노동자의 태양 - 유최늘샘
- SFdrome : 주세죽 - 김소영
- 공화국 찬가 - 안정윤
- 에덴 - 김혜원
- 디어 엘리펀트 - 이창민
- 춤 - 고병준
- 색칠 - 박한나
- 궤적(櫃迹) - 좋은 세상 - 정무진 외 2명
- 풍정.각(風精.刻) 골목낭독회 - 송주원
- 하우스파티 - 정소영
- 블랙에어 - 최찬숙
- 어둠이 사라지고 - 함혜경
- 불완전한 생활 - 조영주
- 접촉불량 - 김해민
- In Dreams - 임창재
- 당신곁을 맴돕니다 - 김두진
- 드라마6번 - 오용석
- 미드나잇 퍼레이드 - 차지량
- 심청의 일기 - 곽은숙

### 회고전
- 혁명을 이루는 방법 - 아네타 모나 치사 외 1명
- 아침 씻기 & 아침 청소 - 에바 이르지츠카
- 세계의 위 - 에바 코타트코바
- 밀레나의 노래 - 마리에 루카초바 외 1명
- 난 당신의 마법으로 변할 수 있어요 - 밀레나 도피토바
- 포장 - 파블라 스제란코바
- 테일러리즘 1-3 - 마톄이 스메타나
- 추잉껌 조각품 3부작 - 라딤 라부다
- 청인을 위한 노래 - 보이뎨흐 라다
- 우주의 모델 - 즈비녜크 발라드란
- 아름다운 얼굴 - 소냐 옐린코바
- 서신 - 알츠볘타 바치코바
- 상하이 - 필리프 제네크
- 분열된 인식론자 - 이르지 차크
- 문워크 - 마르틴 코호우트
- 무제 - 이르지 하블리체크 외 1명
- 눈의 여왕 - 마그달레나 바찬토바 외 1명
- 날다 - 토마시 스보보다
- 비바 비디오, 비디오 비바 - 아델라 코므르지

### VR 프로그램
- 투영, 유영 - 신승재 외 1명
- 달이 지나간 자리 - 한승구
- 버드세이버 보고서 제 1장 - 최희현
- 살과 거울 - 정희정
- 조금 천천히 가주면 안 될까? - 임정서
- 죽음의 싹 - 임정서
- 꺼지지 않는 빛 - 임정서
- 아래를 봐 - 벤 리버스
- 유령의 지층 - 벤 리버스
- 문어의 잘못된 변용 - 유 아라키